# 達尼什曼德加齊
達尼什曼德加齊（土耳其語：Dânişmend Gazi；波斯語：‎）全名達尼什曼德·古姆什提根·艾哈邁德·伊本·阿里·塔伊魯·耶特-土庫曼尼是安納托利亞侯國之一達尼什曼德王朝的創始者。在經歷關鍵性的曼齊刻爾特戰役後，大獲全勝的突厥人紛紛往西挺進原拜占庭帝國控制下的安納托利亞地區，達尼什曼德加齊亦趁著拜占庭人遭受重創的機會，順勢佔領安納托利亞中北部的大片區域，成立達尼什曼德王朝的政權。

## 生平
1071年拜占庭帝國大軍在曼齊刻爾特戰役中被阿爾普·阿爾斯蘭率領的塞尔柱帝国軍隊擊敗後，拜占庭帝國旋即因這場災難性的失敗而陷入動亂，致使大量的突厥人，包括屬於達尼什曼德加齊在內的部隊，幾乎席捲了整個安納托利亞。達尼什曼德加齊和他麾下的軍隊佔領了安納托利亞中部的大片土地，攻佔包括尼克薩爾、托卡特、錫瓦斯以及歐凱塔等城市。
1085年，達尼什曼德加齊進一步征服卡帕多細亞，並於同年逝世，在其死後他的兒子古姆什提根加齊繼任成為王朝第二位的統治者。
一處於尼克薩爾被發現的陵寢，被認為是達尼什曼德加齊的墓地。

## 傳說
達尼什曼德加齊是十三世紀以土耳其语傳述，充滿著浪漫史詩風格之骑士文学《達尼什曼德記》裡的核心人物。在這則傳說故事中，達尼什曼德加齊的生平與八世紀時期阿拉伯人戰士巴塔爾加齊以及阿拔斯王朝早期的波斯將領阿布·穆斯林兩人的功蹟混合在一起，被塑造成半神話的英雄人物。
《達尼什曼德記》被編纂成書的時間約在達尼什曼德加齊逝世一個世紀以後，於魯姆蘇丹國的蘇丹凱庫巴德一世命令下，首次從土耳其民間的口述傳統故事中匯集而來，並在十五世紀初經鄂圖曼帝國蘇丹穆拉德二世主導彙編統合後，最終形成今日所見的版本。

## 名字
有關達尼什曼德加齊的名字在文獻紀錄中有些混亂，且在不同學者間對其名字的稱呼也存在一些差異。由於他與其子古姆什提根加齊兩人的名字相同，為了區別二者，通常簡稱王朝創始人為達尼什曼德加齊，而他的兒子則被稱為古姆什提根加齊。除此之外，達尼什曼德王朝也被認為與塞爾柱王朝間存有血緣關係，部分學者主張達尼什曼德加齊為塞爾柱王朝旁支魯姆蘇丹國統治者蘇萊曼沙阿一世的舅父。